# فلوراید

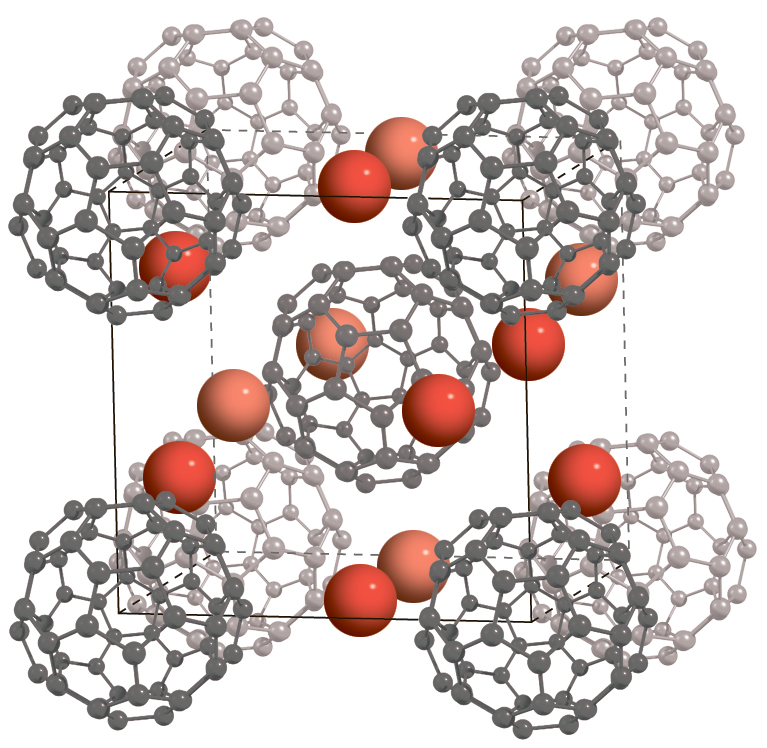
ساختار بلوری Cs _{3} C _{60}

فلورایدها ترکیبات شیمیایی حاوی آنیون های فولرن هستند. فلورایدهای رایج مشتقات عمده ترین فولرن ها C 60 و C 70  هستند. دامنه فلوراید ها  منطقه ی بزرگی است زیرا چندین حالت ممکن وجود دارد و تمام فولرین ها می توانند به فلوراید تبدیل شوند. پسوند "-ide" دلالت بر وجود بار منفی در آن ها دارد.
فلوراید ها می توانند به عنوان مشتقاتی با طیف گسترده از کاتیون ها جدا شوند . بیشتر مشتقات مورد مطالعه بهمراه فلزات قلیایی هستند ، اما فلوراید ها با کاتیون های آلی تهیه شده اند. فلورایدها به طور معمول مواد جامد با رنگ تیره هستند که به طور کلی در حلال های آلی قطبی به خوبی حل میشوند.

## آماده سازی
فلوراید ها به روش های مختلفی تهیه شده است: 
- در مجاورت قراردن  با فلزات قلیایی برای تولید فلورایدهای فلز قلیایی:

C 60 + 2   K → K 2 C 60
- ترکیب با مواد کاهش دهنده آلی و آلی-فلزی مناسب ، از قبیل کبالتوسن و تتراکسیدیمتیل آمین اتیلن .
- فلورایدهای فلز قلیایی را می توان در معرض متاستوز کاتیون قرار داد. در این روش نمک با کاتیون  (PPN+) تهیه می شود ، به عنوان مثال:{\displaystyle {\ce {C60[PPN]2}}}[۱]

K 2 C 60 + 2 [PPN] Cl → [PPN] 2 C 60 + 2   KCl

## مشتقات فلزی قلیایی
| دمای بحرانی (T c) از fulleride نمک M 3 C 60 | دمای بحرانی (T c) از fulleride نمک M 3 C 60 |
| نمک                                         | T c (K)                                     |
| ------------------------------------------- | ------------------------------------------- |
| Na 3 C 60                                   | (غیررسانا)                                  |
| K 3 C 60                                    | 18                                          |
| Rb 3 C 60                                   | 28                                          |
| Cs 3 C 60                                   | 40                                          |

توجه ویژه ای به  فلزات قلیایی () از  شده است زیرا این ترکیبات دارای خواص فیزیکی ناشی از برهمکنش های درونی،مانند رفتار های فلزی است.در مقابل در {\displaystyle {\ce {C60}}}،ملکول های جداگانه به صورتی که هیچ همپوشانی ای ندارند با هم برهمکنش های ضعیفی بر قرار میکنند.این مشتقات فلزات قلیایی گاهی در حالت جای گرفته در شبکه ی {\displaystyle {\ce {C60}}} دیده می شوند.
نمک های فلزات قلیایی سه آنیونه ابر رسانا هستند.در {\displaystyle {\ce {M3C60}}} ،یون های {\displaystyle {\ce {M^+}}} سوراخ های بینابینی در یک شبکه ی CCP متشکل از آنیون های کروی {\displaystyle {\ce {C60}}} {\displaystyle {\ce {C60}}} اشغال می کنند. ارایش کریستالی {\displaystyle {\ce {CS3C60}}} به صورت یک شبکه ی BCC است.
در سال 1991 مشخص شد که C 60 با دوز پتاسیم در ۱۸ کلوین (−۲۵۵ درجه سلسیوس) ابررسانا می شود     . این بالاترین دمای انتقال برای یک ابررسانای مولکولی بود. از آن زمان ، ابررسانایی در فولرن با دوز سایر فلزات قلیایی نیز گزارش شده است. نشان داده شده است که دمای  ابررسانایی در فولرن های با دوز فلز قلیایی با افزایش حجم سلول واحد افزایش می یابد. از آنجایی که {\displaystyle {\ce {Cs^+}}}بزرگترین یون قلیایی است، فولرن با دوز سزیم یک ماده ی مهم در این خانواده است. ابر رسانایی در ۳۸ کلوین (−۲۳۵ درجه سلسیوس)   فقط تحت فشار اعمال شده به صورت عمده در Cs 3 C 60 گزارش شده است، . بالاترین دمای انتقال ابررسانایی در ۳۳ کلوین (−۲۴۰ درجه سلسیوس)     در فشار محیط برای Cs 2 RbC 60  گزارش شده است.
اعتقاد بر این بود که افزایش دمای رسانش با حجم واحد سلول ، اثبات مکانیسم BCS از ابررسانایی جامد C 60 است، زیرا جداسازی بین  فولرینی می تواند به افزایش چگالی حالت ها در سطح فرمی (N(εF مربوط شود . بنابراین ، تلاش شده است برای افزایش جداسازی بین فولرینی، به ویژه ، اتصال مولکول های خنثی به شبکه A 3 C 60 برای افزایش فاصله بین فولرینی در حالی که ظرفیت C 60 بدون تغییر نگه داشته شده است. با این حال ، این روش آمونیاک سازی جنبه جدیدی از ترکیبات درون یابی فولر را آشکار کرده است: انتقال موت (<a href="https://en.wikipedia.org/wiki/Mott_transition%22 rel="mw:ExtLink" title="Mott transition" class="cx-link" data-linkid="83">Mott transition</a>) و ارتباط بین جهت گیری/نظم مداری مولکول های C 60 و ساختار مغناطیسی.
مواد با چهار برابر کاهش ، یعنی آنهایی که دارای ضریب استوکیومتری A 4 C 60 هستند عایق بندی می شوند ، حتی اگر باند t 1u فقط تا بخشی پر شده باشد. این رویداد  میتواند  با اثر ژان تلر (Jahn–Teller effect)  توضیح داده شود ، که در آن تغییر شکل های خود به خودی از مولکول های با تقارن بالا باعث تقسیم سطوح دچار انحطاط شده برای به دست آوردن انرژی الکترونیکی می شود. تعامل الکترون و فونون(phonon) نوع ژان تلر در مواد جامد C 60 به اندازه کافی قوی است تا تصویر باند را برای حالت های تخریب خاص را از بین ببرد.
یک باند باریک یا سیستم الکترونیکی قویا همبسته و حالت های تخریب شده مربوط به توضیح ابررسانایی در جامدات هستند. هنگامی که دفع الکترون های داخلی از پهنای باند بیشتر باشد ، یک حالت عایق الکترون موضعی در مدل ساده موت-هابارد تولید می شود. این امر عدم ابررسانایی جامدات {\displaystyle {\ce {C60}}} با دوز سزیم در فشار محیط را توضیح می دهد . محلی سازی ارتباط محور الکترون از الکترونهای t1u از مقدار بحرانی فراتر رفته و منجر به عایق بندی موت(Mott) می شود. استفاده از فشار بالا فاصله بین فولرنی را کاهش می دهد، بنابراین فولرن با دوز سزیم جامد به مواد فلزی و ابررسانا تبدیل شود.
یک تئوری کاملاً توسعه یافته از ابررسانایی جامد C 60 کامل نیست، اما به طور گسترده ای پذیرفته شده است که همبستگی های الکترونیکی قوی و جفت شدن الکترون فونون Jahn-Teller   هماهنگی محلی الکترون تولید می کنند که  دمای بالای رسانش نزدیک به انتقال به فلز عایق را نشان می دهد.